# Ptecticus cingulatus
Ptecticus cingulatus är en tvåvingeart som beskrevs av Friedrich Hermann Loew 1855. Ptecticus cingulatus ingår i släktet Ptecticus och familjen vapenflugor. Inga underarter finns listade i Catalogue of Life.